# Alfa Teatro
Alfa Teatro è un teatro di Torino.

## Storia
Eretto nel 1928 su progetto dell'architetto Paolo Napione (autore, nel medesimo anno, di Villa Arduino) è stato utilizzato fino agli anni sessanta come teatro dedicato alla rivista e al varietà. Nel 1990 viene rilevata la gestione dall'ingegnere Augusto Grilli che si occupa del restauro. Nei primi anni novanta è sede della trasmissione Milano, Italia condotta da Gad Lerner.
Specializzato nell'operetta, è sede stabile della compagnia professionale Alfa Folies, ma ha anche una stagione di prosa, di teatro di figura e una collezione di marionette che costituisce la Collezione Grilli. In questo teatro ha mosso i primi passi artistici una giovanissima Alba Parietti, che abitava a poca distanza.
Il 9 novembre 2007 all'Alfa Teatro è stato fondato il movimento artistico letterario internazionale Immagine & Poesia, sotto la presidenza della scrittrice inglese Aeronwy Thomas.

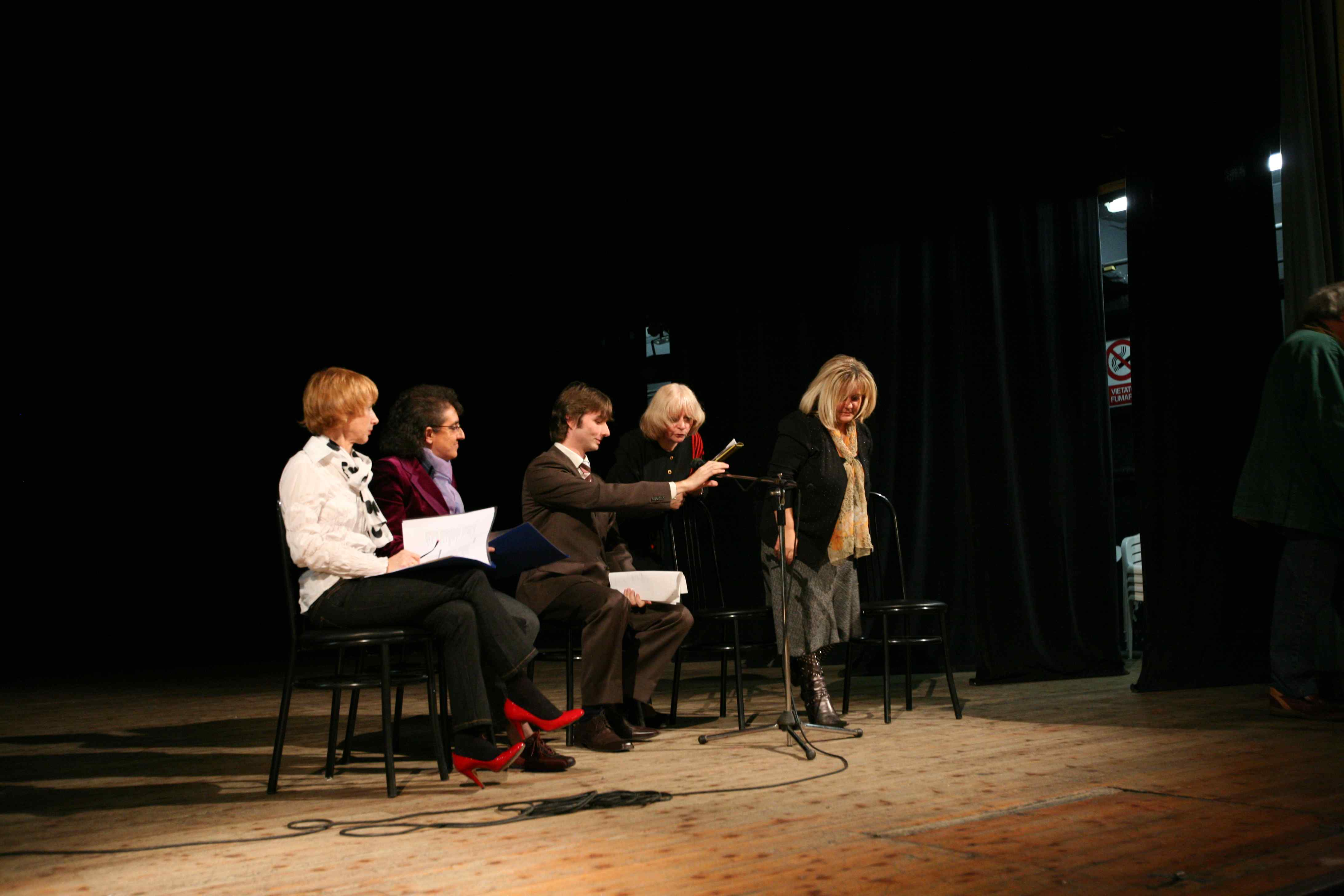
Proclama del Manifesto del Movimento Immagine & Poesia dal palcoscenico dell' Alfa Teatro, Torino, 9 novembre, 2007

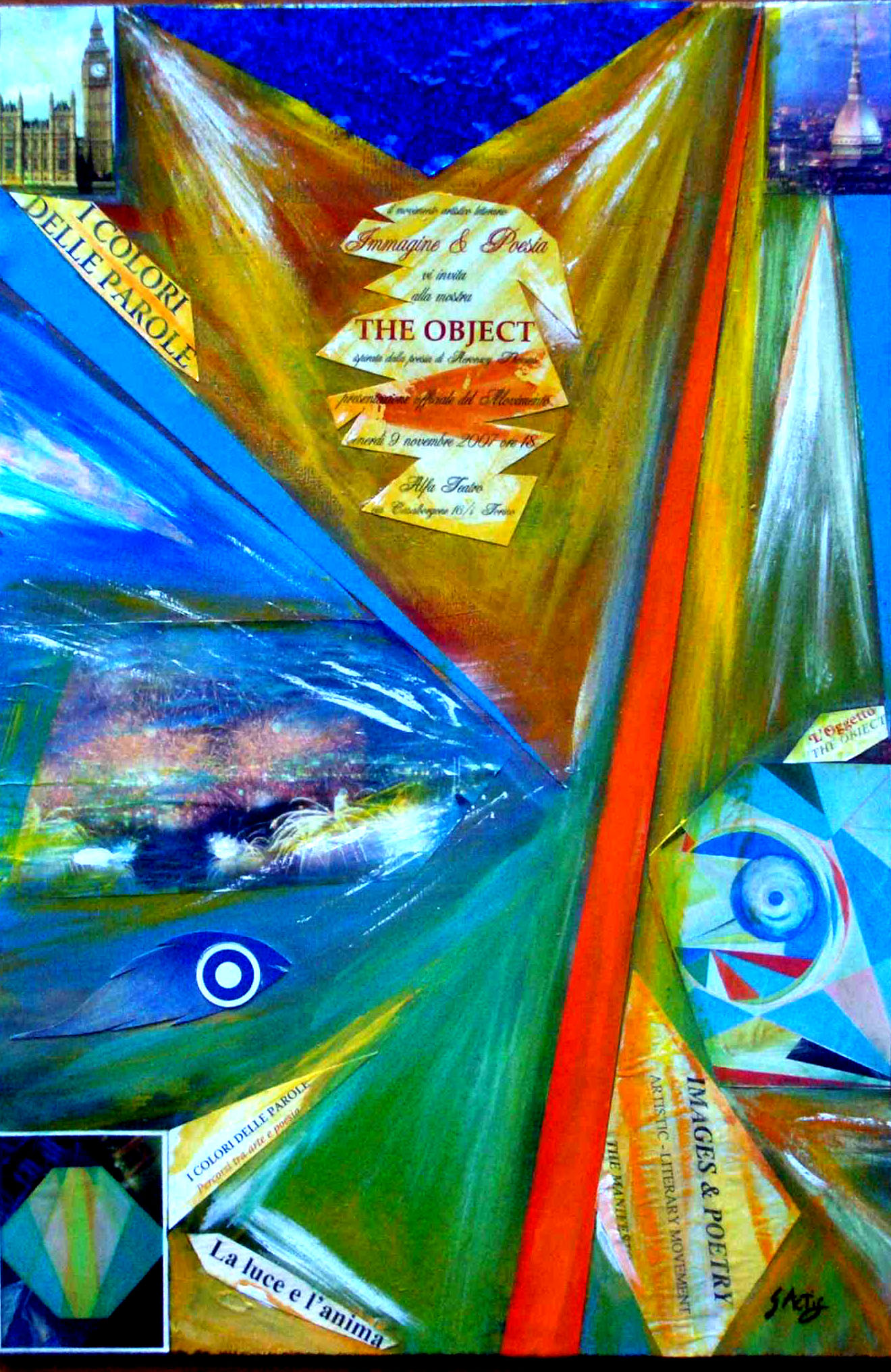
Poster del Movimento